# Irisina
Irisina é um hormônio em estudo pela Universidade de Harvard, nos Estados Unidos, que pode reproduzir no organismo alguns dos efeitos positivos do exercício.

## Equipe de pesquisadores
A pesquisa foi realizada na Faculdade de Medicina de Harvard por Bruce Spiegelman, Ph.D., biólogo celular no Instituto de Câncer Dana–Farber e professor em Harvard. O composto foi licenciado pela Ember Therapeutics, empresa co-fundada por Bruce Spiegelman.

## Mecanismo de ação
O exercício promove o aumento da expressão da enzima PGC-1alpha no músculo, que é relacionada a adaptação muscular ao exercício. Este aumento causa a produção da proteína Fndc5 em camundongos, logo o Fndc5 é clivado dando origem a um novo subproduto, a que os pesquisadores nomearam de Irisina, em referência a Íris, a mensageira dos deuses na mitologia grega.

## Efeitos
Depois de secretada pelos músculos, a irisina chega ao tecido adiposo branco estimulando a produção da enzima UCP1 que leva a modificação metabólica, na qual não estoca mais gordura mas a queima, tendo função similar ao tecido adiposo marrom e no processo de queima ganham mais moléculas de ferro. Assim como as células marrom, o adipócito unilocular passa a ter mais mitocôndrias que as células normais do tecido adiposo, resultando em maior gasto calórico (termogênese).
O estudo demonstrou que quando a irisina era injetada em camundongos obesos e pre-diabéticos promovia a tolerância a glicose em dietas ricas em gordura.
O estudo também observou a perda de peso nas cobaias após 10 dias de administração do hormônio.